# Джузепе Тадеи
Джузепе Тадеи (на италиански: Giuseppe Taddei) е италиански оперен певец, баритон.
Той е роден на 26 юни 1916 година в Генуа. Учи в Рим, където през 1936 година започва професионалната си кариера в операта. Става известен главно с изпълненията си в опери на Волфганг Амадеус Моцарт и Джузепе Верди.
Тадеи умира на 2 юни 2010 година в Рим.